# Dub Sweden
Dub Sweden är en musikgrupp från Stockholm som bildades vintern 1999. Ett av bandets starkaste kännetecken är ljuden från deras farfisaorgel Moderskeppet.
Ett annat utmärkande drag var medlemmarnas matchande scenkostymer, svarta byxor och svarta polotröjor med ett silverglittrande D på bröstet. Även om gruppen aldrig riktigt slog igenom annat än på den svenska indiescenen blev de där mycket populära och demos och blandband cirkulerade snart över hela Sverige, och gruppen har genom åren gjort en mängd spelningar på Sveriges nattklubbar och festivaler. Deras första singel Old House var en av de som spelades mest på P3 år 2002.

## Diskografi
Efter en mängd demos och singlar släppte bandet sin första skiva, den 31 januari 2003. Den andra skivan skulle dröja ända till mars 2006.
- 2003 – Welcome to Our World
- 2006 – Done With Loveless Days

## Bandmedlemmar[2]
- Anna Wilson (sång, orgel)
- Camille Naeselius (skivspelare)
- Johan Wallnäs (sång, trumpet, orgel)
- PG Wallnäs (kör, saxofon, orgel)
- Pontus Carlsson (synt, gitarr)
- Peter Åhrberg (trummor)